# Saint-Léonard-des-Parcs
Saint-Léonard-des-Parcs é uma comuna francesa na região administrativa da Normandia, no departamento Orne. Estende-se por uma área de 13,13 km². Em 2010 a comuna tinha 78 habitantes (densidade: 5,9 hab./km²).